# San Rafael del Sur
San Rafael del Sur là một khu tự quản thuộc tỉnh Managua, Nicaragua. Khu tự quản San Rafael del Sur có diện tích 357 ki lô mét vuông. Đến thời điểm năm 2005, huyện San Rafael del Sur có dân số 42417 người.